# Coniopteryx laticornis
Coniopteryx laticornis är en insektsart som beskrevs av Meinander 1972. Coniopteryx laticornis ingår i släktet Coniopteryx och familjen vaxsländor. Inga underarter finns listade i Catalogue of Life.